# Левицький Микола-Стефан
Микола-Стефан Леви́цький (нар. 1870, Східна Галичина — пом. 1 серпня 1944, Варшава) — український і польський оперний співак (тенор) і режисер, педагог.

## Біографія
Народився у 1870 році на Східній Галичині (нині Україна). Влітку 1889 року, брав участь у музично-декламаційній експедиції львівських студентів по Галичині, яку очолював Остап Нижанківський. Упродовж 1890—1894 років навчався у Консерваторії Галицького музичного товариства у Львові, у класі Валерія Висоцького. Під час навчання у 1892 році виступав у музичних виставах театру товариства «Руської бесіди». Одночасно протягом 1892—1898 років був членом хору і соліст ом львівського «Бояна», в якому у 1895 році разом із Соломією Крушельницькою вперше виконали кантату Генрика Топольницького «Хустина».
Як оперний співак дебютував 1894 року у львівському Міському театрі партією Турідду в опері «Сільська честь» П'єтро Масканьї. У 1895 році удосконалював спів у Мілані. Упродовж 1895—1898 років був солістом Львівської, у 1898—1899 роках — Варшавської опер, у 1899—1901 роках виступав у театрах Італії.
Упродовж 1902—1915 років знову соліст Варшавської опери, одночасно у 1908—1915 роках там же оперний режисер. У 1915—1923 роках — режисер Тифліської опери. У першій половині 1920-х років вів курс сценічної майстерності у Консерваторії Польського музичного товариства у Львові, одночасно у 1923—1927 роках — режисер Львівської опери. У 1932—1933 роках знову працював режисером у Варшавшавській опері. Помер у Варшаві 1 серпня 1944 року.

## Творчість
Виконав партії
- Йонтек («Галька» Станіслава Монюшка);
- Рудольф («Богема» Джакомо Пуччині);
- Ленський, Герман («Євгеній Онєгін», «Пікова дама» Петра Чайковського);
- Альмавіва («Севільський цирульник» Джоаккіно Россіні);
- Річард, Альфред («Бал-маскарад», «Травіата» Джузеппе Верді);
- Хозе («Кармен» Жоржа Бізе).

Поставив опери
- «Іоланта» Петра Чайковського;
- «Весілля Фігаро» Вольфганга Амадя Моцарта;
- «Летючий голландець», «Нюрнберзькі мейстерзінгери», «Валькірія» Ріхарда Ваґнера;
- «Паяци» Руджеро Леонкавалло;
- «Богема», «Турандот» Джакомо Пуччині;
- «Таїс» Жуля Массне.

У концертному репертуарі були твори на слова Тараса Шевченка, романси Остапа Нижанківського («Минули літа молодії»), Миколи Лисенка («Зацвіла в долині червона калина»), Дениса Січинського («Один у другого питаєм»), українські народні пісні.